# 氯酸锰
氯酸锰是一种无机化合物，化学式为Mn(ClO3)2，可以以六水合物或溶液的形式存在，其溶液受热分解。

## 化学性质
氯酸锰的溶液受热分解，析出氢氧化锰。其六水合物在6~10 °C爆炸性分解：
Mn(ClO3)2·6H2O → MnO2 + 2 ClO2 + 6H2O